# M1910 107mmカノン砲

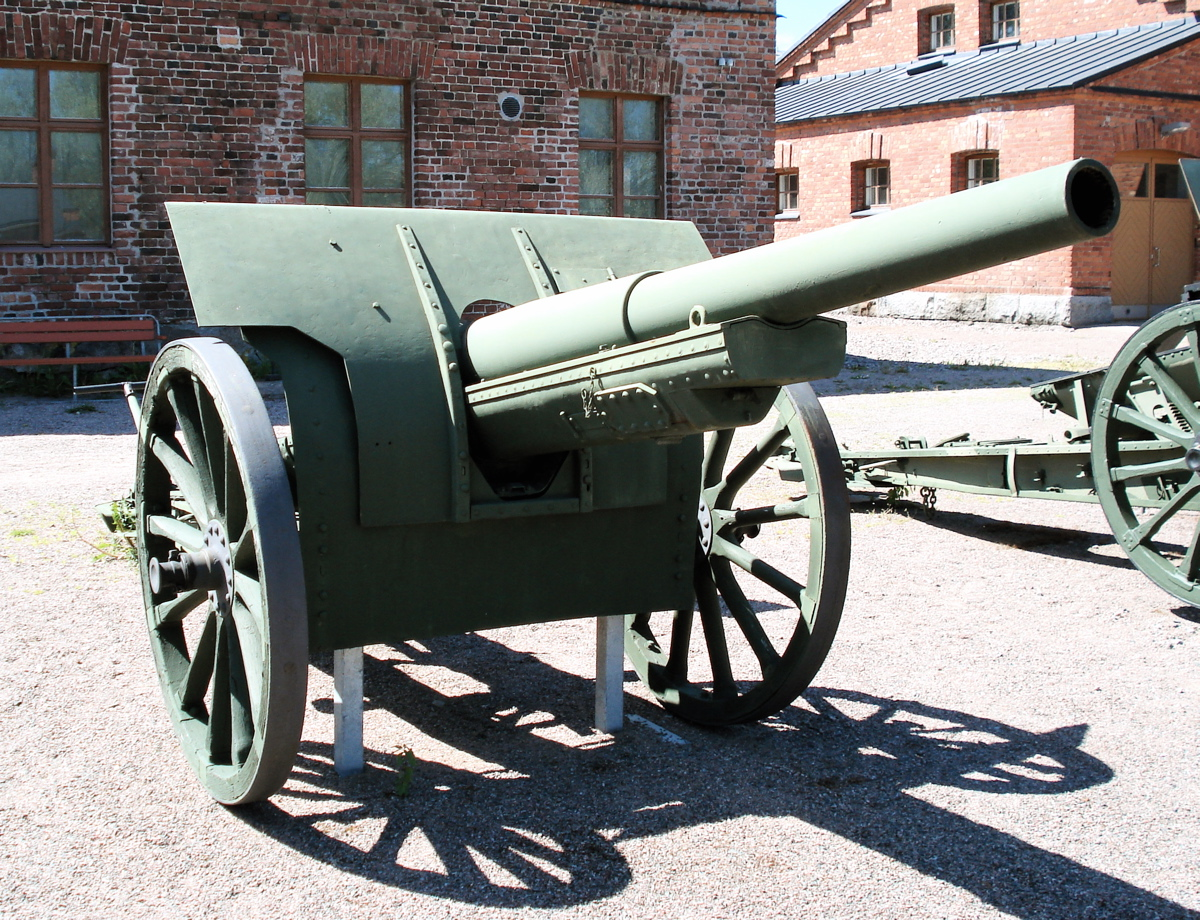
M1910 107mmカノン砲

M1910 107mmカノン砲（ロシア語：107-мм пушка образца 1910 года）とは、ロシア帝国がM1877 107mmカノン砲の後継として1910年に制式採用したカノン砲である。

## 概要
M1910 107mmカノン砲は、当時のロシア帝国のその他の火砲と同様にフランスの兵器製造会社であるシュナイダー社が開発し、駐退復座機を備えている。初期型はシュナイダー社が製造していたが、後にはサンクトペテルブルクの工廠で製造されるようになった。
第一次世界大戦においてロシア帝国軍が運用し、ロシア革命後のロシア内戦では赤軍と白軍の双方が運用した。
1930年には砲身延長などの改良を行ったM1910/30 107mmカノン砲が開発されたが、牽引速度の向上などの機動力に関する改修は行われず、新設計のM-60 107mm野砲が開発された。

## スペック
- 口径：106.7mm
- 全長：m（牽引時）
- 全幅：m
- 重量：kg（射撃時）/kg（牽引時）
- 砲身長：mm（口径）
- 仰俯角：-5°~+37°
- 左右旋回角：6°
- 運用要員：8名
- 発射速度：発/分（最大）
- 射程：12,500m
- 生産期間：1910年~1931年
- 生産総数：門